# Torneo de Candidatos 2024
El Torneo de Candidatos 2024 fue un torneo de ajedrez celebrado por ocho jugadores con el fin de definir el retador al Campeonato Mundial de Ajedrez 2024. Se llevó a cabo en The Great Hall en Toronto, Canadá, del 3 al 22 de abril de 2024. El objetivo del torneo era que el ganador se enfrentara en el Campeonato Mundial de Ajedrez 2024 contra el entonces Campeón Mundial de Ajedrez, Ding Liren. Al igual que en todos los torneos de candidatos desde 2013, se jugó mediante sistema de liga a doble vuelta.
El campeón del evento fue Gukesh Dommaraju, quien se convirtió además en el ganador de Candidatos más joven de la historia, y en el retador más joven del Campeonato Mundial de Ajedrez con 17 años, 10 meses y 22 días. Posteriormente se convirtió en campeón del mundo al vencer a Ding.
El evento se celebró paralelamente al Torneo de Candidatas Femeninas.

## Clasificación
Los clasificados para el Torneo de Candidatos 2024 fueron: 
| Método de calificación                                            | Jugador                                        | Edad         | ELO          | Clasificación Mundial |
| Método de calificación                                            | Jugador                                        | (abril 2024) | (abril 2024) | (abril 2024)          |
| ----------------------------------------------------------------- | ---------------------------------------------- | ------------ | ------------ | --------------------- |
| Subcampeón del Mundial 2023                                       | Ian Nepomniachtchi                             | 33 años      | 2758         | 7                     |
| Los tres primeros clasificados de la Copa Mundial de Ajedrez 2023 | Magnus Carlsen (ganador, retirado)             | 33 años      | 2830         | 1                     |
| Los tres primeros clasificados de la Copa Mundial de Ajedrez 2023 | R Praggnanandhaa (subcampeón)                  | 18 años      | 2747         | 14                    |
| Los tres primeros clasificados de la Copa Mundial de Ajedrez 2023 | Fabiano Caruana (tercero)                      | 31 años      | 2803         | 2                     |
| Los tres primeros clasificados de la Copa Mundial de Ajedrez 2023 | Nijat Abasov (cuarto, en reemplazo de Carlsen) | 28 años      | 2632         | 114                   |
| Los dos primeros clasificados del Gran Torneo Suizo FIDE 2023     | Vidit Gujrathi (campeón)                       | 29 años      | 2727         | 25                    |
| Los dos primeros clasificados del Gran Torneo Suizo FIDE 2023     | Hikaru Nakamura (subcampeón)                   | 36 años      | 2789         | 3                     |
| El ganador del Circuito FIDE 2023                                 | Gukesh D (subcampeón)                          | 17 años      | 2743         | 16                    |
| Calificación más alta para enero de 2024                          | Alireza Firouzja                               | 20 años      | 2760         | 6                     |

### Participación de Magnus Carlsen
A pesar de clasificarse para el Torneo de Candidatos al ganar la Copa Mundial FIDE 2023,  el ex campeón mundial Magnus Carlsen decidió no competir en Toronto.  Anteriormente había manifestado su falta de ganas tras llegar a las semifinales del Mundial, afirmando que "con el formato actual no hay absolutamente ninguna posibilidad" de jugar el Candidatos.  En enero de 2024, tras la confirmación oficial de la lista de candidatos, Magnus Carlsen confirmó formalmente su decisión de rechazar la invitación de la FIDE para jugar en el Torneo de Candidatos afirmando: "Diría que la razón principal es que no lo disfruto. Es tan simple como eso." Como resultado, Nijat Abasov, que terminó cuarto en la Copa del Mundo, se clasificó para el Torneo de Candidatos de 2024 como reemplazo.

### Acuerdo entre la FIDE y el Grand Chess Tour
En abril de 2022, antes de anunciar todos los métodos de clasificación, la FIDE anunció que los dos primeros clasificados del Grand Chess Tour de 2023 se clasificarían para el Torneo de Candidatos de 2024. La FIDE prometió que se darían más detalles, pero luego anunció rutas de clasificación excluyendo el Grand Chess Tour, sin dar una explicación del cambio.   Sin embargo, los torneos del Grand Chess Tour contaron para la ruta de clasificación del Circuito FIDE.

### Clasificación FIDE
El jugador mejor clasificado en el Ranking FIDE en el mes de enero de 2024 y que aún no se haya clasificado para el Candidatos o el Campeonato Mundial y que adicionalmente haya participado en al menos cuatro eventos clásicos del Circuito FIDE, ganaría una plaza para el Candidatos.

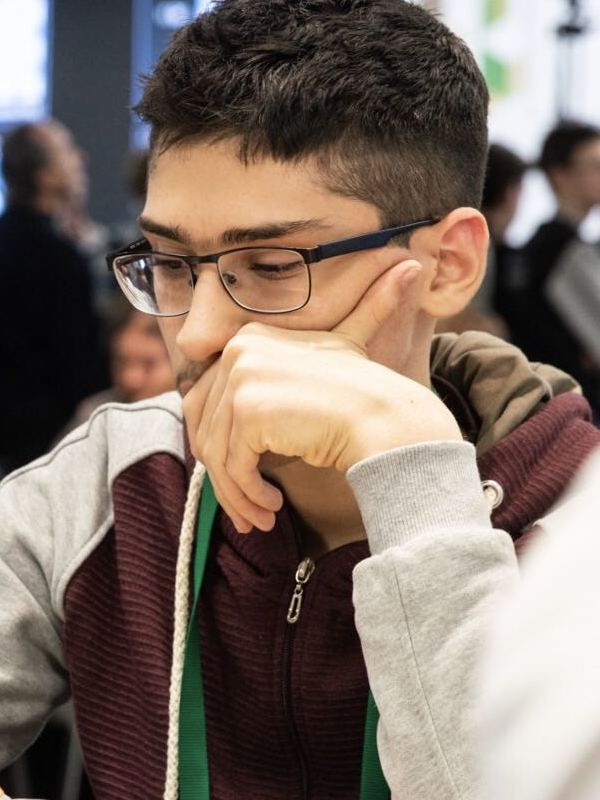
Alireza Firouzja

La clasificación de rating resultó ser muy disputada. Después de una mala actuación en la Copa Sinquefield 2023, el favorito en el ranking Alireza Firouzja perdió casi trece puntos de ELO, colocándolo detrás de Wesley So en los ratings en vivo. En un intento por superar a So, el Club de Ajedrez de Chartres organizó tres partidos de dos rondas entre Firouzja y los grandes maestros Alexandre Dgebuadze (52 años, Elo 2439), Andrei Shchekachev (51 años, Elo 2506) y Sergey Fedorchuk (42 años)., valorado 2546). Estos partidos, celebrados en Chartres, Francia, fueron denominados colectivamente "La carrera hacia los candidatos de Alireza Firouzja". Firouzja necesitaba ganar los seis partidos (o ganar los primeros cinco y no jugar el sexto) para superar a So en las clasificaciones en vivo. De hecho, ganó las primeras cinco partidas después de cierta controversia (como la renuncia de Shchekachev en una posición que resultó ser igualada en la partida 3), pero decidió jugar la sexta partida de todos modos. En lo que efectivamente era una partida que debía ganar, Firouzja se sobrepasó y llegó a una mala final, pero con ambos jugadores en apuros de tiempo, Fedorchuk aceptó la oferta de tablas de Firouzja. El resultado de 5,5/6 todavía dejó a Firouzja detrás de So en la lista de clasificación en vivo.
La naturaleza de último minuto del evento, así como la selección manual de los oponentes, generó críticas, incluso por parte de So, quien reveló que rechazó oportunidades similares porque no estaba de acuerdo con la moralidad de tales eventos. Poco después de que se anunciaran estos partidos, la FIDE afirmó que tenía derecho a no calificar ningún evento específico, y la Federación de Ajedrez de Estados Unidos pidió a la FIDE que no calificara las partidas de Firouzja. La respuesta de la FIDE generó críticas de muchos, incluido Ian Nepomniachtchi, quien señaló que Ding Liren también había jugado partidas de último minuto para clasificarse para el Torneo de Candidatos 2022, sin que la FIDE reaccionara.
El 25 de diciembre, la FIDE anunció nuevas reglas, con efecto inmediato, que exigen que los eventos con al menos un jugador con rating superior a 2700 (o al menos un jugador con rating superior a 2500) se registren al menos con 1 mes de anticipación; sin embargo, la regla no se aplicaría retroactivamente para el torneo Race to Candidates de Alireza Firouzja. Ese mismo día, las partidas de Alireza Firouzja (así como otro partido en Chartres en el que Firouzja no jugó) fueron eliminados del sitio web de la FIDE.
Al ver que no estaba clasificado, Firouzja se retiró del campeonato mundial de rápidas y blitz para participar en el torneo Open de Rouen, que era un torneo menor del sistema suizo con un premio máximo de 700 €. Firouzja ganó los 7 juegos, incluida una victoria contra el ex retador al campeonato mundial Gata Kamsky . Esto le dio a Firouzja suficiente calificación para superar a So en la lista de calificación de enero de 2024. Firouzja fue confirmado oficialmente en la lista de calificaciones de enero de 2024.
| Posición | Jugador            | ELO  | Resultado              | Circuito FIDE | Elegible por Ranking FIDE |
| -------- | ------------------ | ---- | ---------------------- | ------------- | ------------------------- |
| 1        | Magnus Carlsen     | 2830 | Clasificado (Retirado) | 4+            | No                        |
| 2        | Fabiano Caruana    | 2804 | Clasificado            | 4+            | No                        |
| 3        | Hikaru Nakamura    | 2788 | Clasificado            | 4+            | No                        |
| 4        | Ding Liren         | 2780 | Actual campeón         | 2             | No                        |
| 5        | Ian Nepomniachtchi | 2769 | Clasificado            | 4+            | No                        |
| 6        | Alireza Firouzja   | 2759 | Clasificado            | 4+            | Yes                       |
| 7        | Wesley So          | 2757 | -                      | 4+            | Yes                       |
| 8        | Leinier Domínguez  | 2752 | -                      | 4             | Yes                       |
| 9        | Sergey Karjakin    | 2750 | -                      | 0             | No                        |
| 10       | Anish Giri         | 2749 | -                      | 4+            | Yes                       |

     Clasificado por ranking FIDE     Clasificados por otro camino     No clasificado (campeón del mundo)
     No clasificados

## Organización

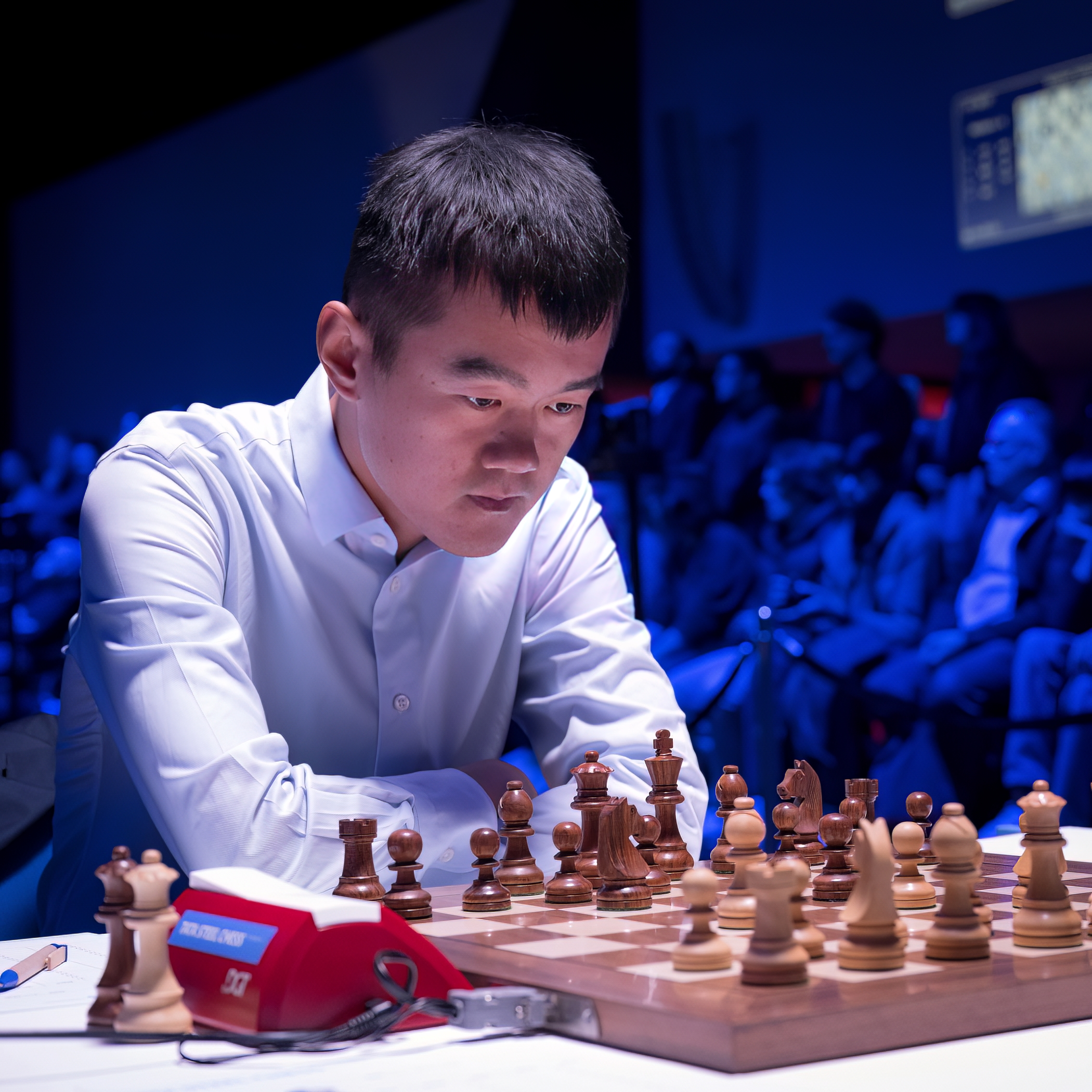
Ding Liren (Actual campeón)

El torneo se compone de doble round-robin con ocho jugadores, lo que significa que hay 14 rondas en las que cada jugador se enfrenta a los demás dos veces: una con las piezas negras y otra con las blancas. El ganador del torneo se clasificará para jugar contra Ding Liren por el Campeonato Mundial de Ajedrez 2024.
Los jugadores de la misma federación deben jugar entre sí en las primeras rondas de cada mitad  para evitar colusiones. Los jugadores afectados en el Candidatos de 2024 son R Praggnanandhaa, Vidit Gujrathi y Gukesh D de India, y Fabiano Caruana y Hikaru Nakamura de Estados Unidos. Los tres primeros se enfrentarán en las rondas 1 a 3 y 8 a 10, mientras que los dos últimos se enfrentarán en las rondas 1 y 8.
La FIDE anunció los emparejamientos para el torneo en marzo de 2024. 

### Reglamentos
El control de tiempo es de 120 minutos para los primeros 40 movimientos, luego 30 minutos para el resto del juego, más un incremento de 30 segundos por movimiento a partir del movimiento 41. Los jugadores obtienen 1 punto por victoria, ½ punto por empate y 0 puntos por derrota. 
Los desempates para el primer lugar se abordan de la siguiente manera: 
- Los jugadores disputarán dos partidas de ajedrez rápidas de 15 minutos + 10 segundos de incremento por cada jugada. Si se hubiera producido un empate de tres a seis, se jugaría un solo round-robin. Si hubieran estado empatados siete u ocho jugadores, se jugaría un solo round-robin con un límite de tiempo de 10 minutos más 5 segundos por jugada.
- Si algún jugador todavía hubiera estado empatado en primer lugar después de las partidas de ajedrez rápido, jugaría dos partidas de ajedrez relámpago de 3 minutos + 2 segundos por movimiento. En el caso de que más de dos jugadores estuvieran empatados, se jugaría un solo round-robin.
- Si algún jugador todavía estuviera empatado en el primer lugar después de estas partidas de ajedrez relámpago, los jugadores restantes jugarían un torneo relámpago eliminatorio al mismo tiempo. En cada minipartido del torneo eliminatorio propuesto, el primer jugador que ganara un juego ganaría el minipartido.

Los empates por lugares distintos del primero se resolverán por orden: (1) puntuación de Sonneborn-Berger ; (2) número total de victorias; (3) puntuación cara a cara entre jugadores empatados; (4) sorteo.
El premio en metálico es de 48.000 € para el primer puesto, 36.000 € para el segundo y 24.000 € para el tercer puesto (los jugadores con el mismo número de puntos comparten el premio en metálico, independientemente de los desempates), más 3.500 € por medio punto para cada jugador, para un premio total de 500.000 €. 

### Cronograma
| Clase                 | Evento                                             |
| --------------------- | -------------------------------------------------- |
| Miércoles 3 de Abril  | Ceremonia de apertura                              |
| Jueves 4 de Abril     | Ronda 1                                            |
| Viernes 5 de Abril    | Ronda 2                                            |
| Sábado 6 de Abril     | Ronda 3                                            |
| Domingo 7 de Abril    | Ronda 4                                            |
| Lunes 8 de Abril      | Día de descanso                                    |
| Martes 9 de Abril     | Ronda 5                                            |
| Miércoles 10 de Abril | Ronda 6                                            |
| Jueves 11 de Abril    | Ronda 7                                            |
| Viernes 12 de Abril   | Día de descanso                                    |
| Sábado 13 de Abril    | Ronda 8                                            |
| Domingo 14 de Abril   | Ronda 9                                            |
| Lunes 15 de Abril     | Ronda 10                                           |
| Martes 16 de Abril    | Día de descanso                                    |
| Miércoles 17 de Abril | Ronda 11                                           |
| Jueves 18 de Abril    | Ronda 12                                           |
| Viernes 19 de Abril   | Día de descanso                                    |
| Sábado 20 de Abril    | Ronda 13                                           |
| Domingo 21 de Abril   | Ronda 14                                           |
| Lunes 22 de Abril     | Desempates (si son necesarios) Ceremonia de cierre |

Todas las rondas están programadas para comenzar a las 14:30 EDT hora local (18:30 GMT ). 

## Resultados

### Posiciones
Esta tabla muestra la posición en el torneo de cada jugador, los puntos por partida cruzados entre ellos obtenidos con blancas y negras, y la cantidad de puntos total que posee cada uno junto con otras métricas para desempatar: Puntuación Sonneborn–Berger y cantidad de victorias.
| Pos | Jugador                  | 1 (GD) | 1 (GD) | 2 (HN) | 2 (HN) | 3 (IN) | 3 (IN) | 4 (FC) | 4 (FC) | 5 (RP) | 5 (RP) | 6 (VG) | 6 (VG) | 7 (AF) | 7 (AF) | 8 (NA) | 8 (NA) | Puntos   | SB    | Victorias | Calificación |
| --- | ------------------------ | ------ | ------ | ------ | ------ | ------ | ------ | ------ | ------ | ------ | ------ | ------ | ------ | ------ | ------ | ------ | ------ | -------- | ----- | --------- | ------------ |
| 1   | Gukesh D (IND)           |        |        | ½      | ½      | ½      | ½      | ½      | ½      | ½      | 1      | ½      | 1      | 1      | 0      | 1      | 1      | 9 / 14   | 57    | 5         | Ganador      |
| 2   | Hikaru Nakamura (USA)    | ½      | ½      |        |        | ½      | ½      | 1      | ½      | ½      | 1      | 0      | 0      | 1      | 1      | 1      | ½      | 8.5 / 14 | 56    | 5         |              |
| 3   | Ian Nepómniashchi (FIDE) | ½      | ½      | ½      | ½      |        |        | ½      | ½      | ½      | ½      | 1      | 1      | 1      | ½      | ½      | ½      | 8.5 / 14 | 56    | 3         |              |
| 4   | Fabiano Caruana (USA)    | ½      | ½      | ½      | 0      | ½      | ½      |        |        | ½      | 1      | 1      | ½      | 1      | ½      | 1      | ½      | 8.5 / 14 | 54    | 4         |              |
| 5   | R Praggnanandhaa (IND)   | 0      | ½      | 0      | ½      | ½      | ½      | 0      | ½      |        |        | ½      | 1      | ½      | ½      | 1      | 1      | 7 / 14   | 42.5  | 3         |              |
| 6   | Vidit Gujrathi (IND)     | 0      | ½      | 1      | 1      | 0      | 0      | ½      | 0      | 0      | ½      |        |        | 1      | ½      | ½      | ½      | 6 / 14   | 40.25 | 3         |              |
| 7   | Alireza Firouzja (FRA)   | 1      | 0      | 0      | 0      | ½      | 0      | ½      | 0      | ½      | ½      | ½      | 0      |        |        | 1      | ½      | 5 / 14   | 32.75 | 2         |              |
| 8   | Nijat Abasov (AZE)       | 0      | 0      | ½      | 0      | ½      | ½      | ½      | 0      | 0      | 0      | ½      | ½      | ½      | 0      |        |        | 3.5 / 14 | 25.5  | 0         |              |

Actualizado a los partidos jugados el 21 de abril de 2024 (Fin del torneo). Fuente: Sitio web oficial FIDE.
Desempates para el primer lugar: (1) resultados en juegos de desempate para el primer lugar;
Desempates para quienes no ocupan el primer lugar: (1) resultados en juegos de desempate para el primer lugar, si los hubiera; (2) puntuación de Sonneborn-Berger (SB); (3) número total de victorias; (4) puntuación cara a cara entre jugadores empatados; (5) sorteo. 

### Puntos por ronda
Esta tabla muestra la diferencia acumulativa de cada jugador entre su número de victorias y derrotas después de cada ronda. Los valores resaltados en verde indican al/los jugador(es) con el puntaje más alto después de cada ronda. Los valores resaltados en rojo indican al(los) jugador(es) que ya no pueden ganar el torneo después de cada ronda.
| Puesto | Jugador                  | Rondas | Rondas | Rondas | Rondas | Rondas | Rondas | Rondas | Rondas | Rondas | Rondas | Rondas | Rondas | Rondas | Rondas |
| Puesto | Jugador                  | 1      | 2      | 3      | 4      | 5      | 6      | 7      | 8      | 9      | 10     | 11     | 12     | 13     | 14     |
| ------ | ------------------------ | ------ | ------ | ------ | ------ | ------ | ------ | ------ | ------ | ------ | ------ | ------ | ------ | ------ | ------ |
| 1      | Gukesh D (IND)           | =      | +1     | +1     | +1     | +2     | +2     | +1     | +2     | +2     | +2     | +2     | +3     | +4     | +4     |
| 2      | Hikaru Nakamura (USA)    | =      | −1     | −1     | -1     | =      | =      | =      | +1     | =      | +1     | +2     | +3     | +3     | +3     |
| 3      | Ian Nepómniashchi (FIDE) | =      | +1     | +2     | +2     | +2     | +2     | +2     | +2     | +2     | +2     | +3     | +3     | +3     | +3     |
| 4      | Fabiano Caruana (USA)    | =      | +1     | +1     | +1     | +1     | +1     | +1     | =      | =      | +1     | +1     | +2     | +3     | +3     |
| 5      | R Praggnanandhaa (IND)   | =      | −1     | =      | =      | =      | +1     | +1     | +1     | +1     | +1     | =      | =      | -1     | =      |
| 6      | Vidit Gujrathi (IND)     | =      | +1     | =      | -1     | -1     | =      | =      | -1     | =      | =      | -1     | -2     | -2     | -2     |
| 7      | Alireza Firouzja (FRA)   | =      | −1     | −1     | -1     | -2     | -3     | -2     | -2     | -2     | -3     | -2     | -3     | -4     | -4     |
| 8      | Nijat Abasov (AZE)       | =      | −1     | −1     | -1     | -2     | -3     | -3     | -3     | -3     | -4     | -5     | -6     | -6     | -7     |

### Resultados por ronda
El primer jugador nombrado es blanco. 1–0 indica una victoria de las blancas, 0–1 indica una victoria de las negras y ½–½ indica un empate . Los números entre paréntesis muestran las puntuaciones de los jugadores antes de la ronda. La columna final indica la apertura jugada, procedente de chessgames.com y chessopenings.com.
| Ronda 1 (4 de abril de 2024)  | Ronda 1 (4 de abril de 2024) | Ronda 1 (4 de abril de 2024) | Ronda 1 (4 de abril de 2024)                                                 |
| ----------------------------- | ---------------------------- | ---------------------------- | ---------------------------------------------------------------------------- |
| Fabiano Caruana               | ½–½                          | Hikaru Nakamura              | B56 Defensa siciliana: Abierta, Ataque Veneciano                             |
| Nijat Abasov                  | ½–½                          | Ian Nepomniachtchi           | D53 Gambito de dama declinado                                                |
| Alireza Firouzja              | ½–½                          | R Praggnanandhaa             | C83 Apertura española: Abierta, Defensa clásica                              |
| Gukesh D                      | ½–½                          | Vidit Gujrathi               | D32 Gambito de dama declinado: Defensa Tarrasch, Variante simétrica          |
| Ronda 2 (5 de abril de 2024)  |                              |                              |                                                                              |
| Hikaru Nakamura (½)           | 0–1                          | Vidit Gujrathi (½)           | C65 Apertura española: Defensa berlinesa                                     |
| R Praggnanandhaa (½)          | 0–1                          | Gukesh D (½)                 | D30 Gambito de dama declinado                                                |
| Ian Nepomniachtchi (½)        | 1–0                          | Alireza Firouzja (½)         | C65 Apertura española: Defensa berlinesa                                     |
| Fabiano Caruana (½)           | 1–0                          | Nijat Abasov (½)             | B30 Defensa siciliana: Ataque Nyezhmetdinov-Rossolimo                        |
| Ronda 3 (6 de abril de 2024)  |                              |                              |                                                                              |
| Nijat Abasov (½)              | ½–½                          | Hikaru Nakamura (½)          | D10 Defensa eslava: Variante del cambio                                      |
| Alireza Firouzja (½)          | ½–½                          | Fabiano Caruana (1½)         | B30 Defensa siciliana: Ataque Nyezhmetdinov-Rossolimo                        |
| Gukesh D (1½)                 | ½–½                          | Ian Nepomniachtchi (1½)      | E01 Apertura catalana: Cerrada                                               |
| Vidit Gujrathi (1½)           | 0–1                          | R Praggnanandhaa (½)         | C70 Apertura española: Defensa Morphy, Aplazamiento de la defensa Schliemann |
| Ronda 4 (7 de abril de 2024)  |                              |                              |                                                                              |
| Hikaru Nakamura (1)           | ½–½                          | R Praggnanandhaa (1½)        | C77 Apertura española: Defensa Morphy, Variante Anderssen                    |
| Ian Nepomniachtchi (2)        | 1–0                          | Vidit Gujrathi (1½)          | C67 Apertura española: Defensa berlinesa, Defensa del Muro de Berlín         |
| Fabiano Caruana (2)           | ½–½                          | Gukesh D (2)                 | C54 Apertura italiana: Giuoco Piano, Variante Giuoco Pianissimo              |
| Nijat Abasov (1)              | ½–½                          | Alireza Firouzja (1)         | E32 Defensa Nimzo-India: Variante clásica                                    |
| Ronda 5 (9 de abril de 2024)  |                              |                              |                                                                              |
| Alireza Firouzja (1½)         | 0–1                          | Hikaru Nakamura (1½)         | C54 Apertura italiana: Giuoco Piano, Variante Giuoco Pianissimo              |
| Gukesh D (2½)                 | 1–0                          | Nijat Abasov (1½)            | C43 Defensa de Pretrov: Ataque moderno, Variante Steinitz                    |
| Vidit Gujrathi (1½)           | ½–½                          | Fabiano Caruana (2½)         | B30 Defensa siciliana: Ataque Nyezhmetdinov-Rossolimo                        |
| R Praggnanandhaa (2)          | ½–½                          | Ian Nepomniachtchi (3)       | C42 Defensa de Pretrov: Variante clásica                                     |
| Ronda 6 (10 de abril de 2024) |                              |                              |                                                                              |
| Gukesh D (3½)                 | ½–½                          | Hikaru Nakamura (2½)         | B27 Defensa siciliana: Dragón híper-acelerado                                |
| Vidit Gujrathi (2)            | 1–0                          | Alireza Firouzja (1½)        | B57 Defensa siciliana: Anti-Sozin                                            |
| R Praggnanandhaa (2½)         | 1–0                          | Nijat Abasov (1½)            | D40 Gambito de dama declinado: Defensa Semi-Tarrasch                         |
| Ian Nepomniachtchi (3½)       | ½–½                          | Fabiano Caruana (3)          | C47 Apertura de los cuatro caballos: Variante escocesa                       |
| Ronda 7 (11 de abril de 2024) |                              |                              |                                                                              |
| Hikaru Nakamura (3)           | ½–½                          | Ian Nepomniachtchi (4)       | C42 Defensa de Pretrov: Variante clásica                                     |
| Fabiano Caruana (3½)          | ½–½                          | R Praggnanandhaa (3½)        | C02 Defensa franesa: Variante del avance                                     |
| Nijat Abasov (1½)             | ½–½                          | Vidit Gujrathi (3)           | C65 Apertura española: Defensa berlinesa                                     |
| Alireza Firouzja (1½)         | 1–0                          | Gukesh D (4)                 | A45 Apertura de peón de dama: Defensa india                                  |

| Ronda 8 (13 de abril de 2024)  | Ronda 8 (13 de abril de 2024) | Ronda 8 (13 de abril de 2024) | Ronda 8 (13 de abril de 2024)                                                 |
| ------------------------------ | ----------------------------- | ----------------------------- | ----------------------------------------------------------------------------- |
| Hikaru Nakamura (3½)           | 1–0                           | Fabiano Caruana (4)           | C77 Apertura española: Defensa Morphy, Variante Anderssen                     |
| Ian Nepomniachtchi (4½)        | ½–½                           | Nijat Abasov (2)              | C42 Defensa de Pretrov: Ataque francés                                        |
| R Praggnanandhaa (4)           | ½–½                           | Alireza Firouzja (2½)         | B47 Defensa siciliana: Variante de Taimanov                                   |
| Vidit Gujrathi (3½)            | 0–1                           | Gukesh D (4)                  | C55 Apertura italiana: Defensa de los dos caballos, Apertura de alfil moderna |
| Ronda 9 (14 de abril de 2024)  |                               |                               |                                                                               |
| Vidit Gujrathi (3½)            | 1–0                           | Hikaru Nakamura (4½)          | C55 Apertura italiana: Defensa de los dos caballos                            |
| Gukesh D (5)                   | ½–½                           | R Praggnanandhaa (4½)         | C77 Apertura española: Defensa Morphy, Variante Anderssen                     |
| Alireza Firouzja (3)           | ½–½                           | Ian Nepomniachtchi (5)        | A06 Ataque Nimzowitsch-Larsen                                                 |
| Nijat Abasov (2½)              | ½–½                           | Fabiano Caruana (4)           | D31 Gambito de dama declinado                                                 |
| Ronda 10 (15 de abril de 2024) |                               |                               |                                                                               |
| Hikaru Nakamura (4½)           | 1–0                           | Nijat Abasov (3)              | C42 Defensa de Pretrov: Ataque francés                                        |
| Fabiano Caruana (4½)           | 1–0                           | Alireza Firouzja (3½)         | B90 Defensa siciliana: Variante Najdorf                                       |
| Ian Nepomniachtchi (5½)        | ½–½                           | Gukesh D (5½)                 | C70 Apertura española: Defensa Cozio, diferido                                |
| R Praggnanandhaa (5)           | ½–½                           | Vidit Gujrathi (4½)           | C65 Apertura española: Defensa berlinesa                                      |
| Ronda 11 (17 de abril de 2024) |                               |                               |                                                                               |
| R Praggnanandhaa (5½)          | 0–1                           | Hikaru Nakamura (5½)          | D01 Apertura de peón de dama                                                  |
| Vidit Gujrathi (5)             | 0–1                           | Ian Nepomniachtchi (6)        | C42 Defensa de Pretrov: Ataque Paulsen                                        |
| Gukesh D (6)                   | ½–½                           | Fabiano Caruana (5½)          | D37 Gambito de dama declinado                                                 |
| Alireza Firouzja (3½)          | 1–0                           | Nijat Abasov (3)              | A06 Ataque Nimzowitsch-Larsen                                                 |
| Ronda 12 (18 de abril de 2024) |                               |                               |                                                                               |
| Hikaru Nakamura (6½)           | 1–0                           | Alireza Firouzja (4½)         | C01 Defensa franesa: Variante del cambio                                      |
| Nijat Abasov (3)               | 0–1                           | Gukesh D (6½)                 | E32 Defensa Nimzo-India: Variante clásica                                     |
| Fabiano Caruana (6)            | 1–0                           | Vidit Gujrathi (5)            | C54 Apertura italiana: Giuoco Piano                                           |
| Ian Nepomniachtchi (7)         | ½–½                           | R Praggnanandhaa (5½)         | C01 Defensa franesa: Variante del cambio                                      |
| Ronda 13 (20 de abril de 2024) |                               |                               |                                                                               |
| Ian Nepomniachtchi (7½)        | ½–½                           | Hikaru Nakamura (7½)          | C70 Apertura española: Variante clásica, diferido                             |
| R Praggnanandhaa (6)           | 0–1                           | Fabiano Caruana (7)           | B30 Defensa siciliana: Ataque Nyezhmetdinov-Rossolimo                         |
| Vidit Gujrathi (5)             | ½–½                           | Nijat Abasov (3)              | C42 Defensa de Pretrov: Variante clásica                                      |
| Gukesh D (7½)                  | 1–0                           | Alireza Firouzja (4½)         | C65 Apertura española: Defensa berlinesa                                      |
| Ronda 14 (21 de abril de 2024) |                               |                               |                                                                               |
| Hikaru Nakamura (8)            | ½–½                           | Gukesh D (8½)                 | D26 Gambito de dama aceptado                                                  |
| Alireza Firouzja (4½)          | ½–½                           | Vidit Gujrathi (5½)           | C67 Apertura española: Defensa berlinesa                                      |
| Nijat Abasov (3½)              | 0–1                           | R Praggnanandhaa (6)          | E67 Ataque indio de rey: Variante fianchetto                                  |
| Fabiano Caruana (8)            | ½–½                           | Ian Nepomniachtchi (8)        | D35 Gambito de dama declinado                                                 |